# Filippo Silvestri
Filippo Silvestri (Bevagna, 22 giugno 1873 – Portici, 10 giugno 1949) è stato un entomologo italiano.
È considerato, assieme a Guido Grandi e Antonio Berlese, uno dei padri fondatori dell'entomologia italiana ed è noto in particolare per il suo pionieristico lavoro sulla poliembrionia.

## Biografia
La sua passione per le scienze naturali si manifesto già negli anni del liceo, allorché inizio a frequentare l'Istituto di Botanica e Zoologia dell'Università di Perugia. Nel 1892 si iscrisse all'Università di Roma, trasferendosi poi all'Università di Palermo dove si laureò nel 1896, con una tesi sull'embriologia dei Miriapodi. Fra maggio e novembre 1899 fece parte, in qualità di naturalista, di una spedizione voluta dal ministero dell'agricoltura argentino presso il Rio Santa Cruz per valutare l'acclimatazione di specie di pesci differenti in quelle acque.
Dopo alcuni anni trascorsi presso l'Istituto di Anatomia comparata di Roma, al seguito di Giovanni Battista Grassi, nel 1902 approdò al Laboratorio di Entomologia agraria di Portici (all'epoca diretto da Antonio Berlese), dove è attualmente presente il Liceo scientifico statale intitolato alla sua persona. La sua successiva carriera si sviluppò all'interno di questa struttura, divenendo direttore dell'Istituto superiore agrario di Portici fra il 1920 e il 1930 e portandola alla notorietà mondiale. La raccolta di insetti dell'istituto, che comprende circa duemila specie raccolte da Silvestri in oltre mezzo secolo di attività è tuttora considerata tra le più importanti al mondo. Fu lo scopritore dei Proturi e chiamò "Acerontomon Doderoi" la Specie caratteristica di questo nuovo ordine di insetti Apterygota, il cui primo esemplare era stato trovato da Agostino Dodero. Tra gli allievi più noti di Silvestri una menzione particolare va a Giuseppe Salvatore Candura.
Silvestri è noto anche per avere introdotto, tra i primi in Italia, le sperimentazioni nel campo della lotta biologica; ai suoi viaggi di ricerca si devono per esempio molte conoscenze sui nemici naturali della mosca delle olive e della mosca mediterranea della frutta. Fu lo stesso Silvestri a dare impulso al controllo biologico della mosca della frutta nelle isole Hawaii utilizzando le specie del genere Opius.
Fu socio dell'Accademia dei Lincei dal 1919 e Accademico Pontificio dal 1936.
Bevagna, sua città natale, gli ha intitolato la centrale piazza Filippo Silvestri, mentre a Portici gli viene intitolato un liceo scientifico statale.